# Mjukpornografi

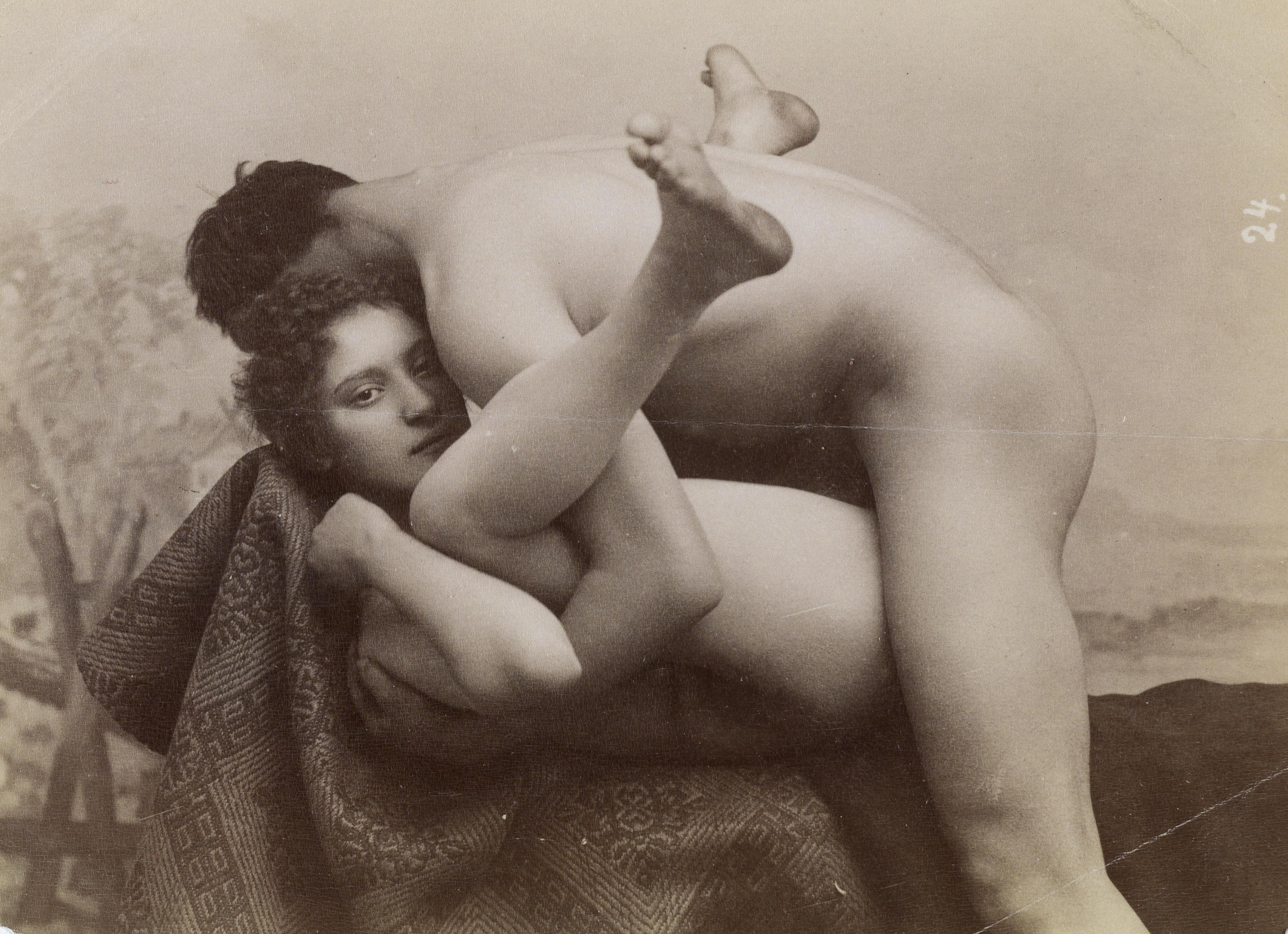
Franskt vykort från 1880-talet visande på samlag utan att avbilda penetration eller könsorgan.

Mjukpornografi, mjukporr (från engelskans softcore pornography), är en benämning på pornografi som återger sexuellt beteende mindre explicit. Den står i kontrast till hårdpornografi.

## Beskrivning
Det eggande inslaget består främst av nakna kvinnobröst, indicier på nakenhet och simulerade samlag samt, i rörlig bild, med suggestiv musik och belysning.
Denna typ av pornografi visar inte erigerade penisar, vulvor, ejakulation eller penetration. Även om samlags- och oralsexscener ibland visas, är de filmade i en sådan vinkel att den tänkta penisen eller vulvan är dold. När onani skildras är man noga med att inga könsdelar får synas; det är dessutom vanligt att personen i fråga är lätt påklädd (till exempel i en morgonrock) eller ligger under ett täcke.
Mjukporr förekommer i många herrtidningar såsom Playboy, men är även relativt vanlig i bilder och i spelfilmer som är avsedda för en vuxen publik.